# Helena Ranaldi
Pour les articles homonymes, voir Helena.
Helena Ranaldi Nogueira, née le 24 mai 1966 à São Paulo, est une actrice et un mannequin brésilienne.

## Premières années
Né à São Paulo en 1966, à l'âge de dix ans, le futur modèle et actrice a déjà montré son intérêt artistique en jouant actrice dans le miroir de sa mère. Plus tard, il a commencé à faire des mannequins et des publicités télévisées.

## Vie personnelle
L'actrice était mariée au directeur Ricardo Waddington, avec qui elle a vécu pendant dix ans et a eu un fils, Pedro. Le couple s'est séparé en janvier 2004. Le couple a une bonne relation et la prétendue raison de la presse était l'usure naturelle de toute relation de longue durée.
L'actrice est diplômée en éducation physique, mais n'a jamais exercé la profession.

## Filmographie

### Télévisée
| Année | Titre                              | Rôle                                       | Notes                              |
| ----- | ---------------------------------- | ------------------------------------------ | ---------------------------------- |
| 1990  | A História de Ana Raio e Zé Trovão | Stefânia                                   |                                    |
| 1991  | Amazônia                           | Andréa                                     |                                    |
| 1992  | Despedida de Solteiro              | Nina Salgado                               |                                    |
| 1993  | Você Decide                        |                                            | Épisode: "A Sangue Frio"           |
| 1993  | Terça Nobre Especial               |                                            | Épisode: "Lucíola"                 |
| 1993  | Olho no Olho                       | Malena                                     |                                    |
| 1994  | Você Decide                        |                                            | Épisode: "Copacabana"              |
| 1994  | Quatro por Quatro                  | Mércia Arruda Franco / Suzana Sales        |                                    |
| 1995  | Você Decide                        |                                            | Épisode: "Paixão Bandida"          |
| 1995  | Explode Coração                    | Larissa                                    |                                    |
| 1996  | Fantástico                         | Présentateur                               |                                    |
| 1996  | Anjo de Mim                        | Joana                                      |                                    |
| 1998  | Mulher                             | Marília                                    | Participation                      |
| 1999  | Andando nas Nuvens                 | Lídia Libion                               |                                    |
| 2000  | Secrets de famille                 | Cíntia Martins                             |                                    |
| 2001  | Presença de Anita                  | Lúcia Helena Reis                          |                                    |
| 2002  | Coração de Estudante               | Clara Gouveia                              |                                    |
| 2003  | Femmes amoureuses                  | Raquel de Almeida Trindade                 |                                    |
| 2004  | Um Só Coração                      | Lídia Rosemberg                            |                                    |
| 2004  | Senhora do Destino                 | Yara Steiner                               |                                    |
| 2005  | Carga Pesada                       | Vitória                                    | Épisode: "Vem Dançar"              |
| 2006  | Le Roman de la vie                 | Márcia Fragoso Martins de Andrade Pinheiro |                                    |
| 2008  | A Favorita                         | Dedina Barreto                             |                                    |
| 2010  | Malhação                           | Tereza Marins                              | Saison 10                          |
| 2012  | Fina Estampa                       | Chiara Passareli                           | Épisodes: "3 janvier–12 mars 2012" |
| 2014  | Em Família                         | Verônica Saldanha dos Santos               |                                    |
| 2015  | As Canalhas                        | Amanda                                     | Épisode: "Amanda"                  |
| 2018  | Carcereiros                        |                                            | Saison 2                           |
| 2018  | O Doutrinador                      | Júlia Machado                              |                                    |

### Films
| Année | Titre                  | Rôle          | Notes         |
| ----- | ---------------------- | ------------- | ------------- |
| 2008  | Bodas de Papel         | Nina          |               |
| 2011  | Tancredo: A Travessia  | Alzira Vargas | Documentaire  |
| 2018  | Minha Mãe, Minha Filha | Isabel        | Court métrage |
| 2018  | O Doutrinador          | Júlia Machado |               |